# Dorfkirche Mescherin

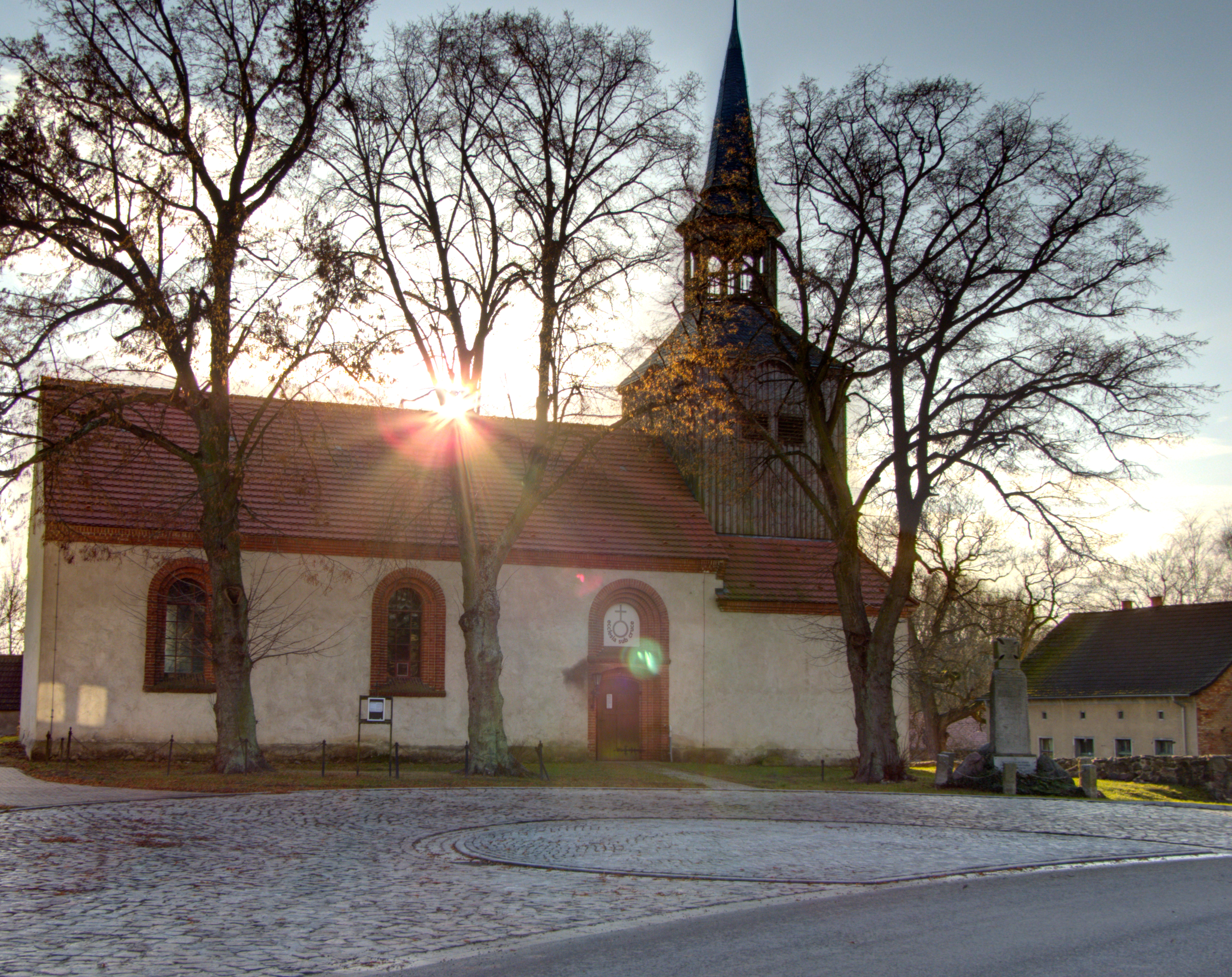
Dorfkirche Mescherin

Die evangelische, denkmalgeschützte Dorfkirche Mescherin steht in Mescherin, einer Gemeinde im Landkreis Uckermark von Brandenburg. Die Kirche gehört zur Propstei Pasewalk im Pommerschen Evangelischen Kirchenkreis der Evangelisch-Lutherischen Kirche in Norddeutschland.

## Beschreibung
Die Saalkirche wurde 1734 unter Verwendung von Teilen eines mittelalterlichen Vorgängerbaus erbaut. Sie besteht aus einem Langhaus und dem Erdgeschoss eines querrechteckigen Kirchturms unter Pultdächern im Westen. Darauf erhebt sich ein mit Brettern verkleidetes Geschoss, das den Glockenstuhl beherbergt. Der Helm in Form eines Pyramidenstumpfes wird von einer offenen achteckigen Laterne bekrönt, die mit einem Knickhelm bedeckt ist.
Die Orgel wurde 1960/61 von der Alexander Schuke Potsdam Orgelbau errichtet.